# Barbara-Kanal

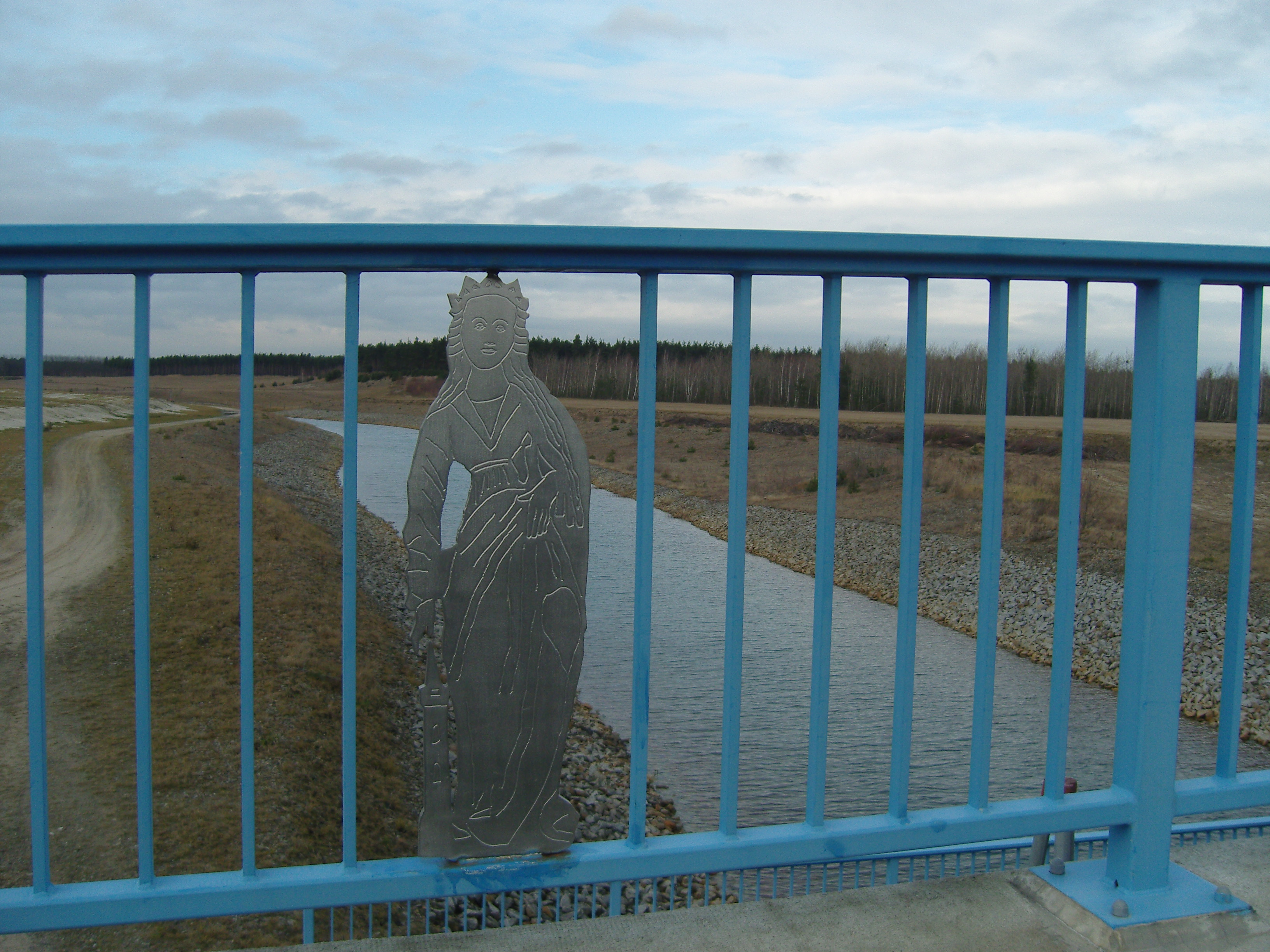
Barbarakanal vom Geierswalder See kommend, mit Figur der Heiligen Barbara im Brückengeländer

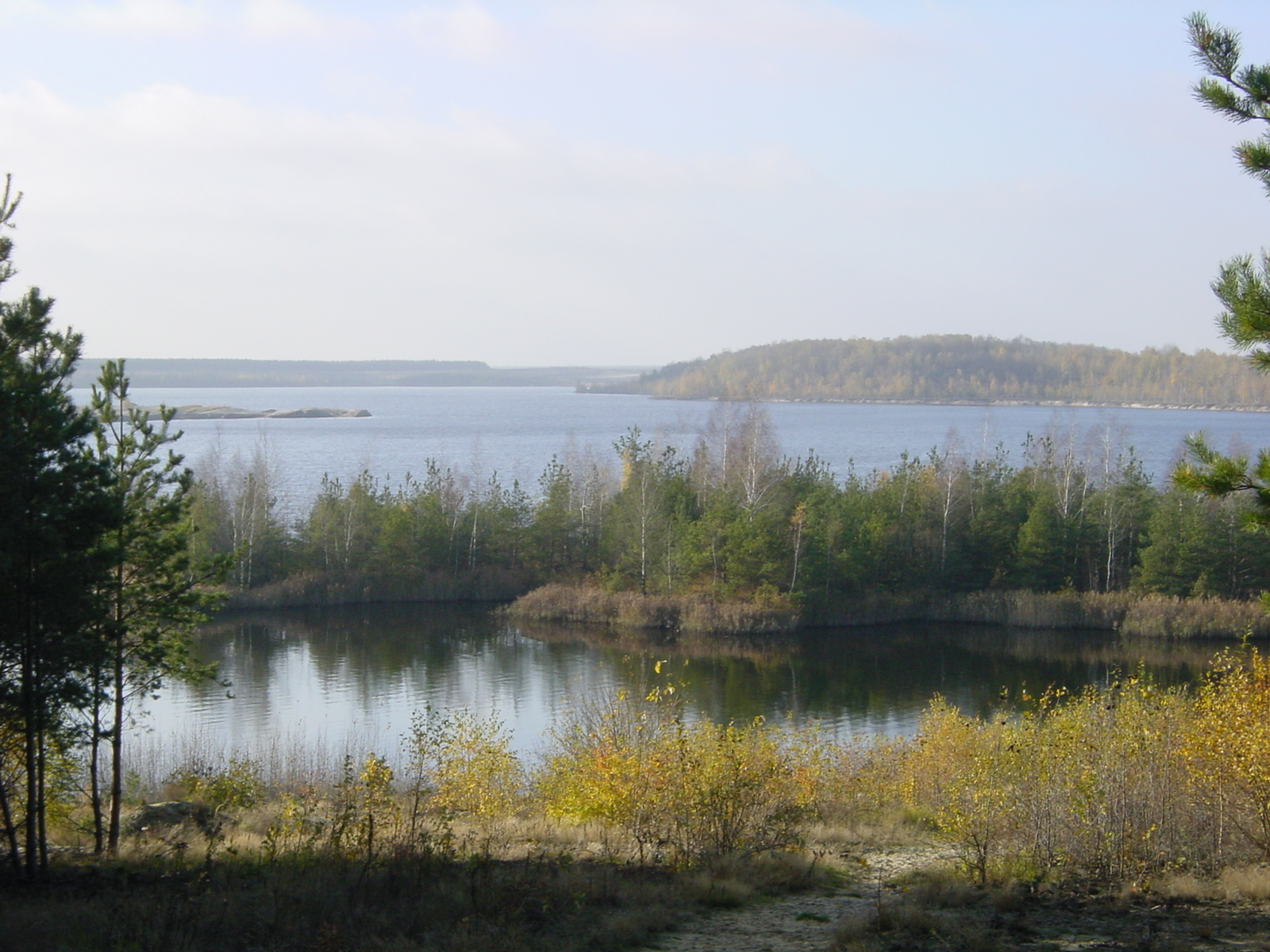
Partwitzer See

Der Barbarakanal (Überleiter 9) ist eine künstlich geschaffene schiffbare Wasserstraße in der nordsächsischen Gemeinde Elsterheide. Der Kanal liegt zwischen dem Geierswalder See und dem Partwitzer See in Nähe von Geierswalde. Er ist ein künstlich geschaffener Kanal im Lausitzer Seenland und verbindet zwei aus ehemaligen Braunkohletagebauen entstandene Seen. Der 1150 Meter lange Kanal mit einer Sohlbreite von vier Metern und einer Wasserkapazität fünf Kubikmetern pro Sekunde wurde im Dezember 2003 eingeweiht. Er verläuft von der Nordspitze des Geierswalder zum westlichen Ufer des Partwitzer Sees. Sein Name bezieht sich auf die Schutzheilige der Bergleute, die Heilige Barbara.

## Aufgabe
Neben der touristischen Aufgabe soll durch den Kanal der Wasserhaushalt der Region rehabilitiert werden. Des Weiteren soll die Wassermengenbilanz wiederhergestellt werden und die Abflussverhältnisse aus der Restlochkette der Bergbaufolgeregion in die Vorfluter Schwarze Elster und Rainitza gesichert werden. Durch den Kanal ist es einfacher und schneller die Seen zu fluten, da die Flutung mit aufgehendem Grundwasser mehrere Jahrzehnte dauern würde. Eine Ufererosion findet so nur in geringem Umfang statt.
Am Kanal befindet sich ein Doppelschütz-Wehr. An dieser Stelle wird er durch einen Radwanderweg, einen ehemaligen Wirtschaftsweg der Lausitzer und Mitteldeutschen Bergbau-Verwaltungsgesellschaft (LMBV) überquert. Die Brücke hat eine Länge von 29,7 Metern und eine lichte Weite von 6 Metern. Im Brückengeländer ist eine Figur, die die Heilige Barbara darstellt, eingearbeitet. Ausgeführt wurden die Arbeiten im Auftrag der LMBV.